# Charles Cottet

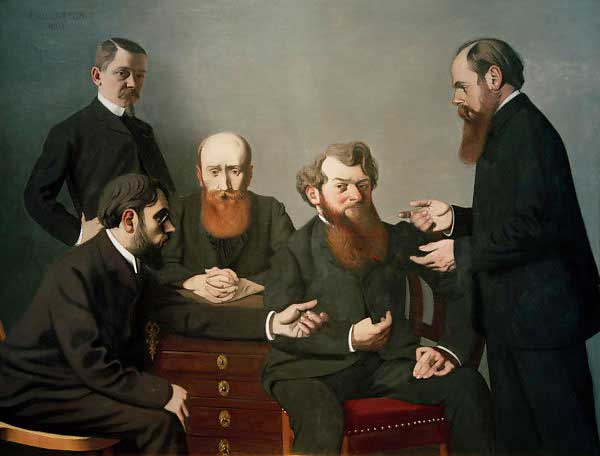
Cinq peintres ("Cinco pintores"), 1902-1903. De izquierda a derecha, de pie, el autor (Félix Vallotton), sentados, Pierre Bonnard, Édouard Vuillard y Charles Cottet, y de pie Ker-Xavier Roussel.

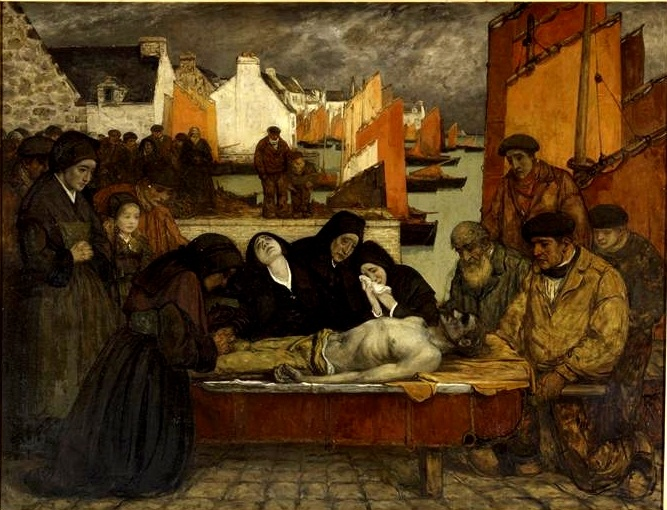
Au pays de la mer. Douleur o Les victimes de la mer, 1908–09.

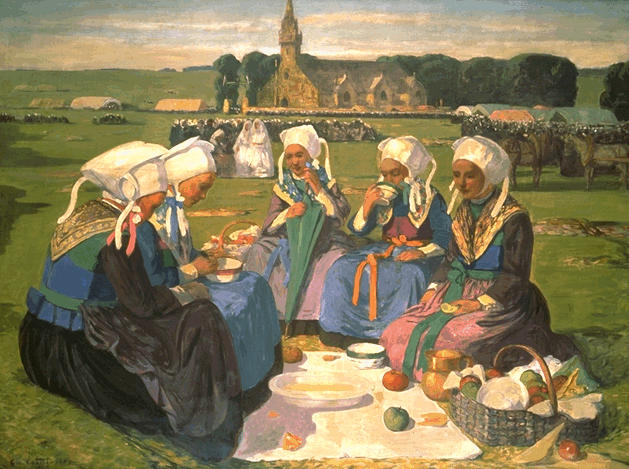
Femmes de Plougastel au Pardon de Sainte-Anne-La-Palud, 1903.

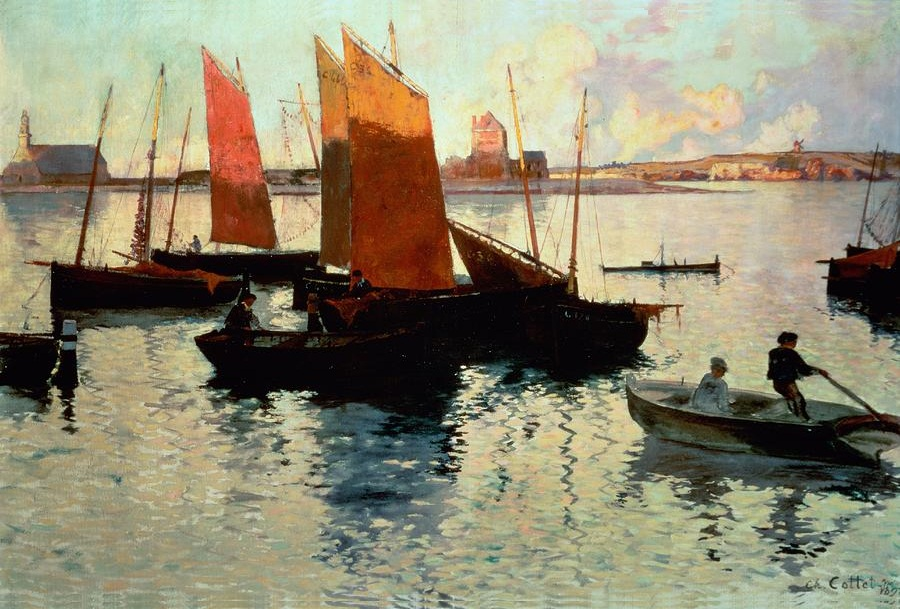
Rayons du soir, 1892.

Charles Cottet (Le Puy-en-Velay, 1863 - París, 1925) fue un pintor francés, asociado al grupo Bande noire o les Nubiens (Lucien Simon, André Dauchez). Sus obras, de tonos sombríos (opuestos a la paleta brillante de los postimpresionistas), evocan la Bretaña rural y marinera; por lo que a veces se le asocia con la escuela de Pont Aven, con la que no tiene gran cercanía estilística, relacionándose más con la pintura del realismo (Courbet), cuyas características sociales intensifica, por lo que se le ha denominado naturalista.
Entre sus amigos artistas estuvieron Ignacio Zuloaga, Auguste Rodin, Charles Maurin y Félix Vallotton, que le retrató en su obra Cinco pintores junto a otros componentes del grupo nabis.

## Biografía
Estudió en la École des Beaux-Arts y la Académie Julian, con Puvis de Chavannes y Alfred Philippe Roll. Varios de sus compañeros de estudio en Julian formarían con él el grupo Bande noire. Viajó y pintó por Egipto, Italia y el Lago de Ginebra; aunque fue su viaje a la costa bretona de 1886 el que más le impresionó, volviendo allí en los veinte años siguientes.
Expuso por primera vez en el Salon de 1889.

## Obra
Sus lienzos se exponen en el Museo Pushkin y el Hermitage de San Petersburgo, en la National Gallery of Art de Washington, el Musée d’Orsay de París y otros museos franceses.
- 1908–09 Au pays de la mer. Douleur o Les victimes de la mer, Musée d’Orsay.
- 1905, Petit village au pied de la falaise, Musée Malraux, Le Havre.
- 1900–10, Montagne, Musée Malraux.
- 1896 View of Venice from the Sea, Hermitage.
- 1896 Seascape with Distant View of Venice, Hermitage.
- 1896 Portrait de Cottet, Musée d'Orsay.